# معركة فيليب فيل
كانت معركة سكيكدة جزءًا من ثورة التحرير الجزائرية بين فرنسا والثوار الجزائريين من جبهة التحرير الوطني (FLN). وقعت المعركة في 20 أغسطس 1955 وتمركزت في المدينة الجزائرية سكيكدة، بالرغم من شن جبهة التحرير الوطني هجمات على المناطق المحيطة.

## مقدمة الأحداث
بدأت حرب التحرير الجزائرية في 1 نوفمبر 1954 عندما شنت جبهة التحرير الوطني أول هجوم رئيسي مكون من «هجمات متتالية هي الأعنف من نوعها». وبدأت تتصاعد حدة الاشتباكات، كما اتضح من تصريحات وزير الداخلية وقتها فرنسوا ميتيران: «لن أوافق على التفاوض مع أعداء الوطن. التفاوض الوحيد هو الحرب!» وانتهج الفرنسيون سياسة عدوانية بشكل متزايد في الجزائر، وفي بداية مارس 1955، استبدلت الحكومة الفرنسية برئاسة رئيس الوزراء بيير منديس فرانس بـإدغار فور.
في سبيل المساعدة في التصدي لتمرد، تم إرسال بول أوسارس لإعادة تأسيس الوحدة الاستخباراتية من الصفر، والتي تم حلها في أوقات السلم. وقام أوساراس بتأسيس الوحدة وبدأ في تجميع المعلومات الاستخباراتية، كما كوّن شبكة من المخبرين والعملاء الميدانيين.

## المعركة
تفاجأ أوساراس بمجموعة الهجمات التي شنتها جبهة التحرير الوطني في 18 يونيو 1955، والتي لم تعلم الوحدة الاستخباراتية شيئًا عنها من قبل. وبعد ذلك، انتهج أوساراس سياسة أكثر استباقية والتي أدت إلى اكتشاف خطة جبهة التحرير الوطني لشن هجوم أمامي ضخم في 20 أغسطس في وقت الظهر؛ حيث كان هدفها الأساسي احتلال فمدينة سكيكدة. ولم تكن جبهة التحرير الوطني قوية بما يكفي لاحتلال مدينة كبيرة، مثل عاصمة الجزائر، ولكن مدينة سكيكدة كانت متوسطة الحجم ومدينة ميناء مهمة.
وفي الأيام التي سبقت الهجوم، تمركزت قوات الكوماندوز بجبهة التحرير الوطني في مواقعها في سراديب داخل المدينة، بينما استعد عدة آلاف من المجاهدين للهجوم على القوات الفرنسية في مدينة سكيكدة، وكان عددها حوالي 400 فرد. The واستعدت القوات الفرنسية بهدوء للهجوم المتوقع، حتى إنهم لم يتخذوا أية إجراءات ضد عناصر الكوماندوز التي كانوا يعرفون أنها موجودة بالمدينة خوفًا من إدراك جبهة التحرير الوطني أن القوات الفرنسية كشفت خطتها.
وقع الحدث الأول خلال الساعة التي سبقت الهجوم، عندما اصطحب نائب رئيس الشرطة المسؤول عن الأمن العام، الرقيب فليبرتي، أربعة رجال إلى خارج المدينة لتنفيذ اعتقال لا علاقة له بالهجوم. واستجوب الرجال الأربعة حوالي 500 مجاهد، ولكنهم تمكنوا في النهاية من التراجع قبل بدء الهجوم بحوالي نصف ساعة. وبدأ الهجوم الرئيسي تقريبًا في الظهيرة، وهجم مجاهد، تحت تأثير المخدرات، دونما أي اهتمام بسلامتهم. ولم يتوقعوا أن تكتشف القوات الفرنسية الهجوم، ولكنهم فوجئوا عندما رأوا القوات الفرنسية قد اتخذت مواقعها للدفاع عن المدينة، بالإضافة إلى قتال عناصر الكوماندوز الذين خرجوا من السراديب. واستشهد 134 مجاهد في شوارع سكيكدة وأصيب المئات، وبلغ عدد المواطنين الفرنسيين الذين قتلوا 71 فردًا، ويقال إن جبهة التحرير الوطني قتلت 52 مسلمًا، كان العديد منهم سياسيين بارزين.
وفي خضم الهجوم الرئيسي، وقعت أحداث جانبية في الريف المحيط بمدينة قسنطينة. كان أحدها الهجوم على قرية الهلية التي ينقب فيها عن الكبريت؛ حيث يعيش 130 أوروبيًا في سلام مع حوالي 2000 مسلم جزائري. وتم تشجيع المسلمين على التمرد ضد الأوروبيين بعدما أخبرتهم جبهة التحرير الوطني أنه لن تكون هناك مخاطرة؛ حيث كان سيتم إنزال قوات مصرية وأمريكية في ذلك اليوم لطرد الفرنسيين من الجزائر. وقبيل الظهر في يوم 20 أغسطس، انتقلت أربع مجموعات مكونة كل منها من خمسة عشر إلى عشرين عنصر كوماندوز تابعين لجبهة التحرير الوطني يرافقهم مسلمون محليون من منزل إلى آخر في الحي الأوروبي بالقرية. وتم قتل سبعة وثلاثون مواطنًا جزائريًا، بينهم عشرة أطفال. وتُرك ثلاثة عشر آخرين ليموتوا. وتم التمثيل بجثث الأطفال وتقطيعهم وضربهم في الجدران، بينما تعرضت النساء للاغتصاب ونزع أحشائهن وتقطيع رؤوسهن. وكان الرجال في الخارج في عملهم بالمناجم عندما هجم الفلاق وسحبوا بعضهم من سياراتهم وقتلوهم أثناء عودتهم إلى المنزل لتناول وجبة الظهيرة. ولم ينجُ إلا ست أسر حصنت نفسها في منزل واحد ومعها أسلحة صيد. وكانت الأسلحة الموجودة في المنجم في مكان موصد عليها لأن الشخص المسؤول عن المفتاح.
بعد ثلاث ساعات، وصل سلاح المظلات الفرنسي من مدينة فيليب فيل إلى قرية الهلية يسانده طائرة حربية. وأمر سلاح المظلات في الأصل بعدم اعتقال أي سجناء، وبالتالي جمع حوالي 150 مسلمًا ونفذ فيهم إعدامًا جماعيًا في صباح اليوم التالي.
كان تأثير عمليات القتل التي ارتكبها الطرفان في فيليب فيل والهلية وأماكن أخرى كفيلة بالقضاء على أي أمل في إجراء مصالحة مجتمعية. وسمحت الإدارة الفرنسية للمستوطنين من ذوي الأقدام السوداء بتسليح أنفسهم وتشكيل وحدات للدفاع عن النفس، وهي إجراءات رفضها الحاكم العام الإصلاحي جاك سوستال منذ بضعة أشهر. وبعدما زار سوستال مدينة فيليب فيل كتب أنه الآن «يرى الأوروبيون إرهابيًا في كل مسلم ويخشى المسلمون من انتقام الأوروبيين». وأفادت التقارير أن مجموعات أمن أهلية أوروبية نفذت لاحقًا عمليات قتل جزائية ضد المسلمين.

## الخسائر في الأرواح
ذكرت السلطات الفرنسية أن واحدًا وسبعين أوروبيًا واثنين وخمسين مسلمًا قتلوا على يد عصابات إجرامية تقودها جبهة التحرير الوطني في 20 أغسطس، بينما قُتل 1273 مسلمًا فيما اعترف سوستال بأنها أعمال انتقامية «وحشية». وبعد ذلك، زعمت جبهة التحرير الوطني أن 12 ألف مسلم قتلوا.